# Виленкин, Александр Яковлевич
Александр Яковлевич Виленкин (13 августа 1896, Петербург, Российская империя — после 1938, ИТЛ) — советский библиотековед и педагог.

## Биография
Родился 13 августа 1896 года в Петербурге.  В 1916 году поступил в Тенишевское училище в Петрограде, которое он окончил в 1919 году. С 1919 по 1923 год заведовал политпросветотделом, а также библиотечной секцией Костромского губернского отдела народного образования. С 1923 по 1925 год работал в должности инструктора библиотечного отдела и заместителем заведующего деревенским отделом Ленинградского губполитпросвета. Начиная с 1925 года занялся преподавательской деятельностью в Ленинградском коммунистическим политическо-просветительском институте. В 1931 году был уволен из института в качестве попутчика буржуазных библиотековедов. Проживал в Ленинграде по адресу Социалистическая улица, 8-6. В 1937 году был репрессирован, арестован 5 сентября 1938 года. Приговором НКВД 29 октября 1939 года был обвинён по статьям 58-10, 11 и отправлен в ссылку на три года в ИТЛ.
Скончался в ИТЛ, точная дата смерти неизвестна. Реабилитирован 3 августа 1989 года.

## Научные работы
Основные научные работы посвящены изучению читателей и обслуживанию их в массовых библиотеках и проблемам руководства чтением и организации библиотечного дела. Автор свыше 62 научных работ.
- Совместно с Б. В. Банком изучал читательские интересы рабочего и сельского читателя.